# Leonardo da Vinci
Leonardo da Vinci (phát âm tiếng Ý: [leoˈnardo da ˈvintʃi]; sinh ngày 15 tháng 4 năm 1452 - tại Anchiano, Ý, mất ngày 2 tháng 5 năm 1519 tại Amboise, Pháp, tên khai sinh là Leonardo di ser Piero da Vinci, là một họa sĩ, nhà điêu khắc, kiến trúc sư, nhạc sĩ, bác sĩ, kỹ sư, nhà giải phẫu, nhà phát minh và nhà triết học tự nhiên người Ý. Ông được coi là thiên tài toàn năng nhất lịch sử nhân loại. Ông là tác giả của những bức hoạ nổi tiếng như Mona Lisa, Bữa ăn tối cuối cùng.
Ông là người có những ý tưởng vượt trước thời đại của mình, đặc biệt là khái niệm về máy bay trực thăng, xe tăng, dù nhảy, sử dụng năng lượng Mặt Trời, máy tính, sơ thảo lý thuyết kiến tạo địa hình, tàu đáy kép, cùng nhiều sáng chế khác. Một vài thiết kế của ông đã được thực hiện và khả thi trong lúc ông còn sống. Ứng dụng khoa học trong chế biến kim loại và trong kỹ thuật ở thời đại Phục Hưng còn đang ở trong thời kỳ trứng nước. Thêm vào đó, ông có đóng góp rất lớn vào kiến thức và sự hiểu biết trong giải phẫu học, thiên văn học, xây dựng dân dụng, quang học và nghiên cứu về thủy lực. Những sản phẩm lưu lại trong cuộc đời ông chỉ còn lại vài bức hoạ, cùng với một vài quyển sổ nháp tay (rơi vãi trong nhiều bộ sưu tập khác nhau các sáng tác của ông), bên trong chứa đựng các ký hoạ, minh hoạ về khoa học và bút ký.

## Cuộc đời

### Thời thơ ấu, 1452-1466

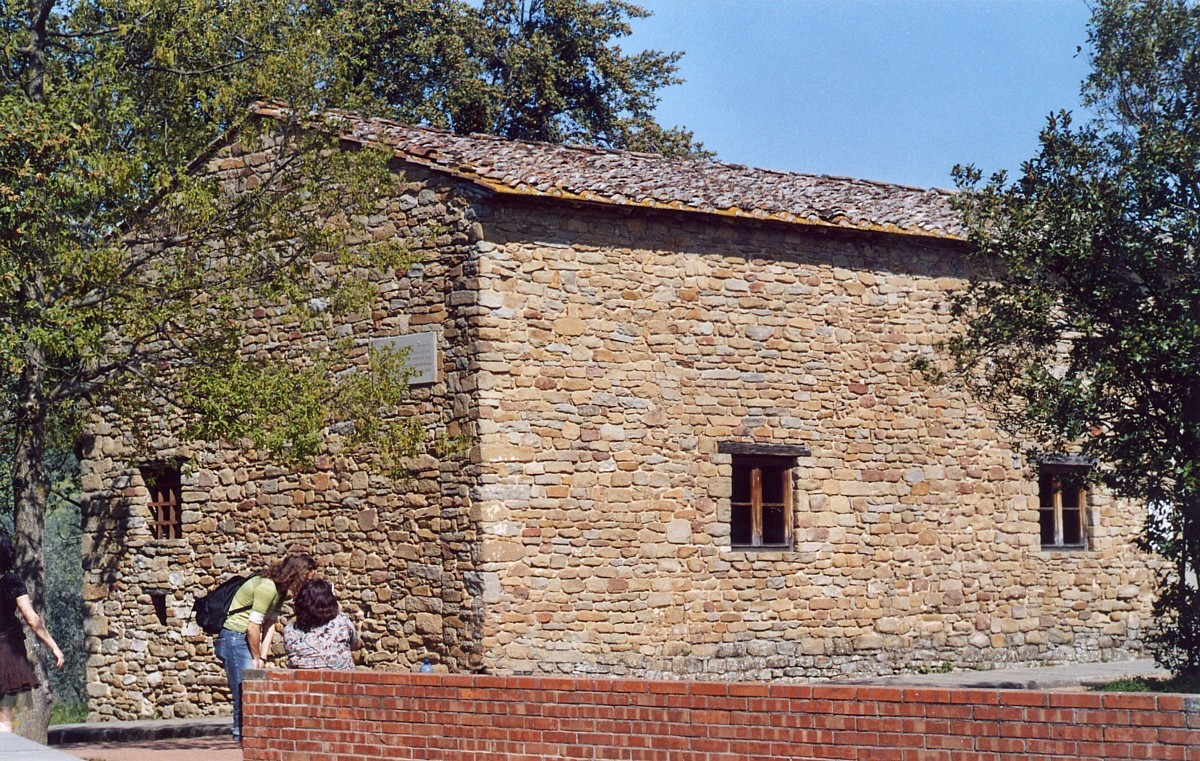
Căn nhà của Leonardo thuở nhỏ tại Anchiano

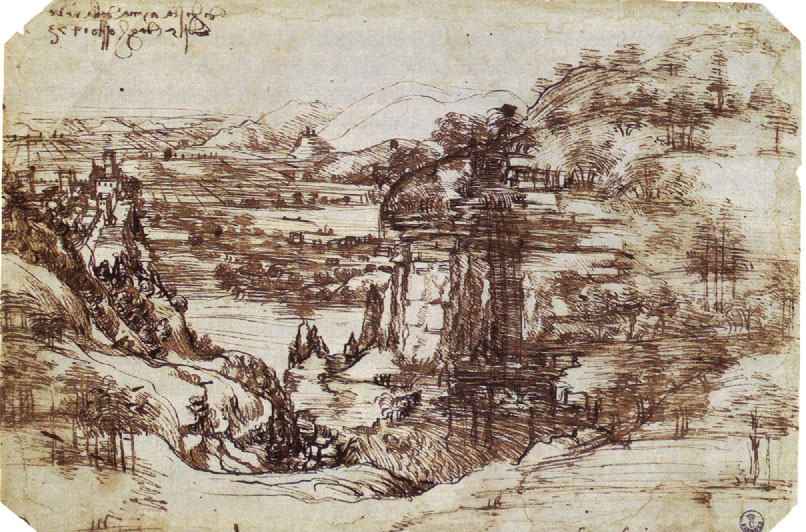
Bức họa sớm nhất của Leonardo, Thung lũng Arno (1473), Uffizi

Leonardo sinh ngày 15 tháng 4 năm 1452 (lịch cũ), "lúc 3 giờ khi màn đêm buông xuống" ở thị trấn Vinci vùng Toscana, thuộc thung lũng hạ lưu sông Arno vùng lãnh thổ thuộc quyền cai trị của Medici-cộng hòa Florence. Leonardo là người con ngoài giá thú của công chứng viên Ser Piero (lúc bấy giờ 25 tuổi) và người con gái nông dân Catarina, 22 tuổi. Leonardo không có họ trong ngữ cảnh hiện đại, "da Vinci" chỉ đơn giản là "từ Vinci": tên khai sinh đầy đủ của ông là "Leonardo di ser Piero da Vinci", nghĩa là "Leonardo, (con trai) của (Mes) Ser Piero đến từ Vinci".
Quan hệ của Catarina với Ser Piero dường như chấm dứt ngay sau khi bà sinh người con trai. Sau đó ít lâu bà kết hôn với người chủ một lò gốm, Accattabriga di Píaero del Vacca da Vinci, và có thêm 5 người con. Sau khi chia tay với Catarina, Ser Piero nhận nuôi dưỡng Leonardo. Ông kết hôn 4 lần, có thêm 9 người con trai và 2 người con gái với hai người vợ cuối của ông. Ser Piero là công chứng viên của nhiều gia đình danh tiếng trong thành phố và là người thành công trong nghề nghiệp. Thân chủ của ông bao gồm không những gia đình Medici mà còn gồm cả chính phủ thành phố (signoria) hay hội đồng quốc gia.

### Làm trong xưởng vẽ Verrocchio, 1466–1476
Leonardo lớn lên trong gia đình của cha ông và sống phần lớn thời gian thời thiếu niên tại thành phố Firenze. Trong số những đam mê của ông, Leonardo yêu thích nhất là âm nhạc, vẽ và tạo hình. Ser Piero đã chọn Andrea del Verrocchio làm thầy của Leonardo khi Verrochio nhận ra tài năng về nghệ thuật của Leonardo.
Mặc dù không phải là một tài năng phát minh hay sáng tạo lớn trong nghệ thuật đương thời ở Firenze nhưng Verocchio cũng là một nghệ nhân hàng đầu trong nghề kim hoàn, điêu khắc và trong hội họa. Đặc biệt ông là một người thầy tài năng. Leonardo làm việc nhiều năm (khoảng 1470-1477) trong xưởng vẽ của ông cùng với Lorenzo di Credi và Pietro Perugino.
Năm 1476 ông bị buộc tội cùng với 3 người đàn ông khác đã có quan hệ tình dục với một người làm mẫu 17 tuổi, Jacopo Saltarelli, là một người đàn ông mại dâm bất hợp pháp ở thời điểm đó. Sau 2 tháng trong tù ông được tuyên bố vô tội vì không có người làm chứng, và cũng có thể là do sự can thiệp của Lorenzo de' Medici.
Chẳng bao lâu ông đã học hết tất cả những gì Verrocchio có thể dạy hay là còn nhiều hơn thế nữa, nếu như có thể tin vào những câu chuyện thường được kể lại về các hình ảnh hay tượng được cho là do những người học trò của Verrocchio sáng tác. Giorgio Vasari, kiến trúc sư, họa sĩ và cũng là một nhà tiên phong trong số những người biên niên sử nghệ thuật cùng thời với Leonardo cũng đã tường thuật tương tự.

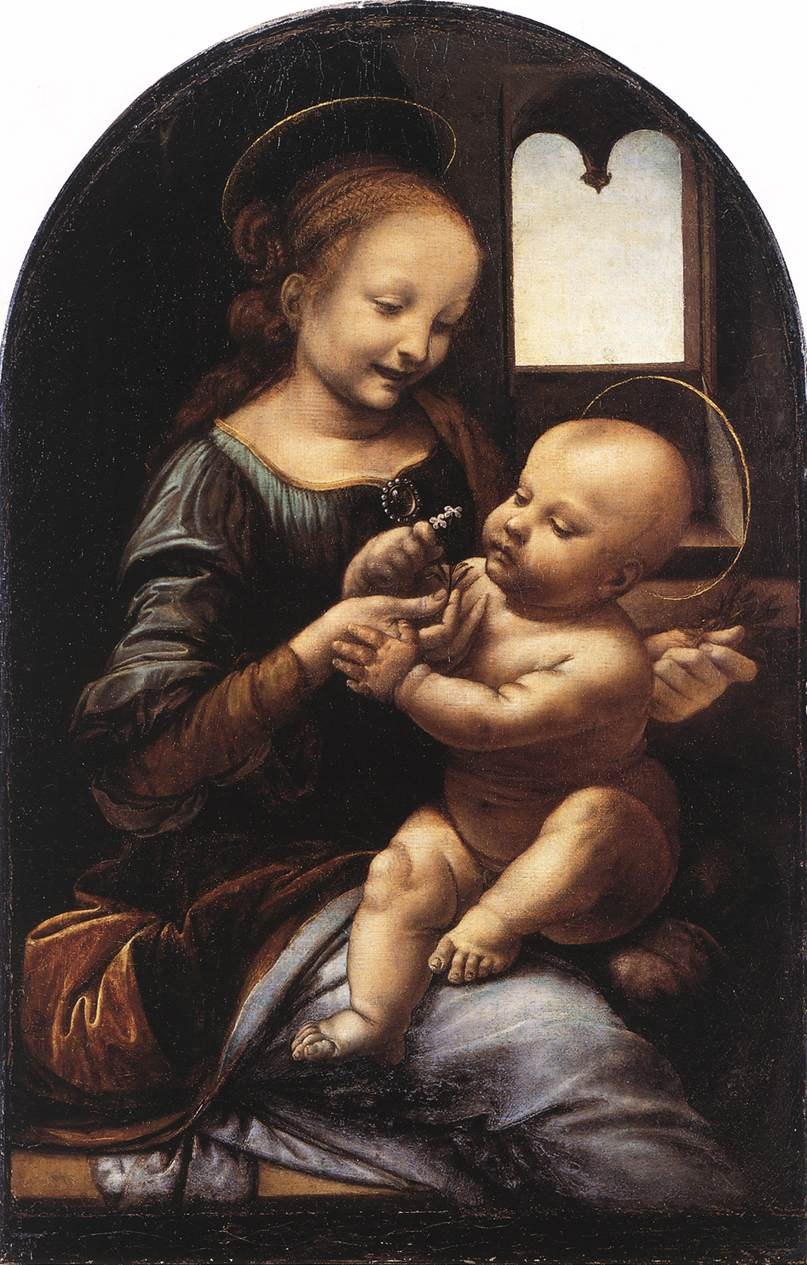
Một trong những bức tranh đầu tiên của Leonardo: Thánh mẫu Benois (1478)

Bức tranh Rửa tội Christi do Verrocchio phác thảo cho các nhà tu của vùng Vallombrosa hiện có thể được xem tại Viện hàn lâm Firenze. Theo Vasari thì thiên thần quỳ bên trái là do Leonardo thêm vào. Khi Verrocchio nhìn thấy, ông đã nhận ra được tính nghệ thuật hơn hẳn so với phần còn lại của chính tác phẩm của ông và người ta kể rằng từ đấy ông tuyên bố vĩnh viễn từ bỏ hội họa. Bức tranh được vẽ nguyên thủy bằng màu keo (tempera) này đã bị vẽ dầu chồng lên nhiều lần nên việc kết luận có sơ sở hiện nay là rất khó khăn. Một số ý kiến đáng tin cậy thiên về việc công nhận không những có bàn tay của Leonardo trên khuôn mặt của thiên thần mà còn trong nhiều phần về y phục và phong cảnh phía sau mang tính đặc trưng và có thể nhận thấy được trong các tác phẩm khác của ông. Tác phẩm này được hoàn thành vào khoảng năm 1475, khi Leonardo 23 tuổi.
Vào khoảng năm 1472 tên của ông có trong danh sách của phường hội họa sĩ thành phố Firenze. Ông sống và làm việc tại đây thêm 10 hay 11 năm và cho đến năm 1477 vẫn còn được gọi là học trò của Verrocchio. Thế nhưng trong năm này dường như ông đã được Lorenzo de Medici nâng đỡ và làm việc như là một nghệ sĩ độc lập dưới sự bảo trợ của Lorenzo de Medici từ 1482 cho đến 1483.
Thông qua lời giới thiệu của Lorenzo de Medici cho công tước Ludovico Sforza (1452-1508, cầm quyền tại Milano từ 1494-1499), người muốn đặt một tượng đài kỵ sĩ tôn vinh Francesco I Sforza (1450-1466), người khởi đầu cho triều đại Sforza tại Milano thay cho triều đại Visconti (1281-1447), Leonardo rời Firenze đến Milano vào khoảng năm 1483.

### Milano

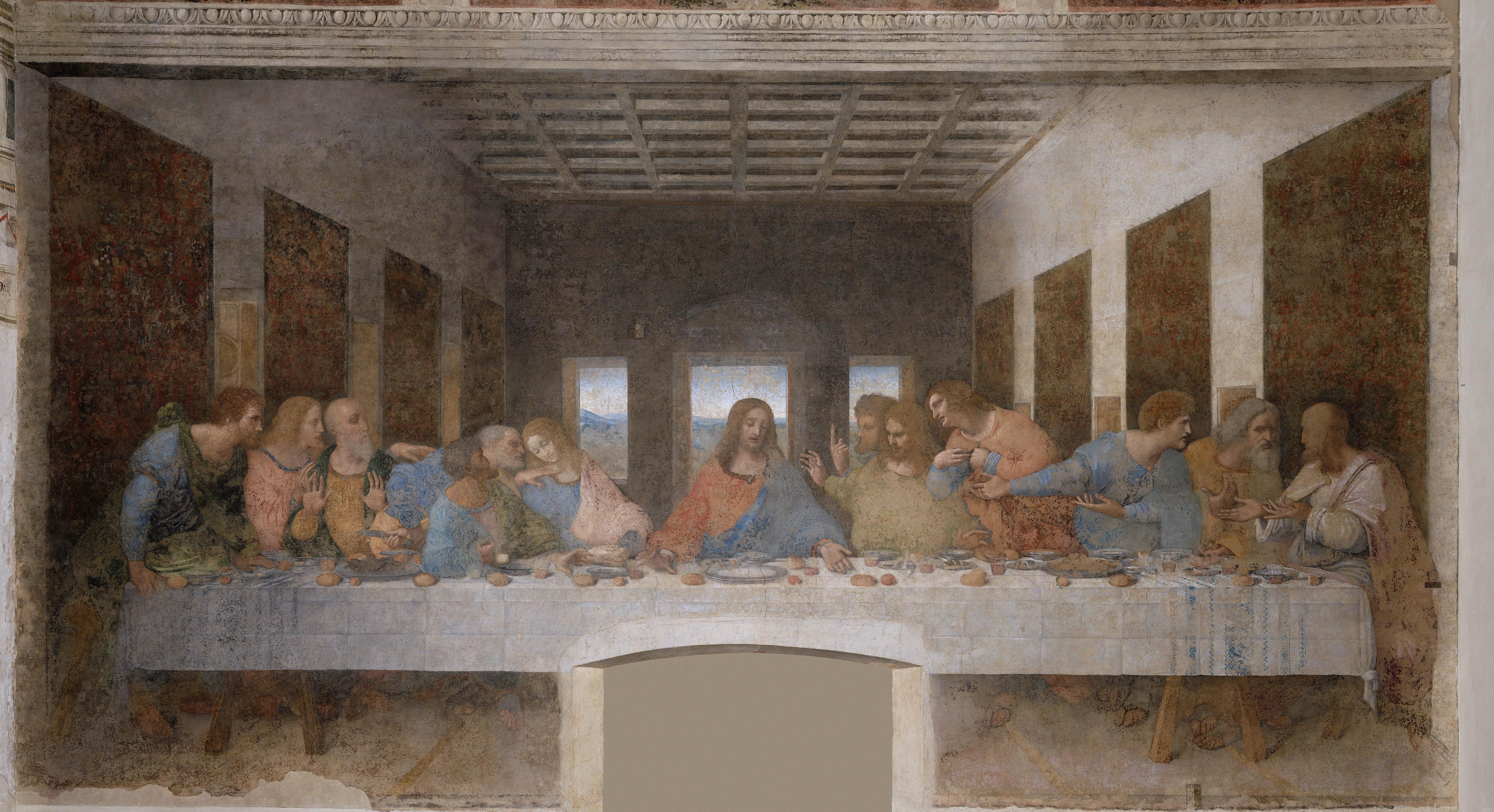
Bữa ăn tối cuối cùng

Bằng chứng đầu tiên được ghi lại cho thời gian làm việc của Leonardo tại Milano được xác định là năm 1487. Một vài nhà viết tiểu sử phỏng đoán là thời gian từ 1483 đến 1487 hay ít nhất là một phần của thời gian này được dùng cho những chuyến đi du lịch phương Đông, thế nhưng từ tất cả những người cùng thời với Leonardo đều không để lại một dấu vết nào về chuyến đi của Leonardo về phương Đông.
Trong những năm đầu tiên sau khi tiếm quyền, Ludovico bị tấn công dữ dội, đặc biệt là từ những người theo phái của chị dâu của ông, Bona của Savoie, mẹ của công tước trẻ tuổi Gian Galeazzo Sforza (1476-1494), người cầm quyền chính thống và cũng là cháu của vị công tước này. Để chống lại những tấn công này, Ludovico đã dùng hằng loạt thi sĩ và nghệ sĩ thông qua các diễn văn công cộng, kịch nghệ, hình ảnh và khẩu hiệu để ca ngợi sự sáng suốt và tính tốt đẹp của sự giám hộ đồng thời truyền bá tính xấu xa của những người chống lại ông. Các ghi chép và dự án trong những bản viết tay của Leonardo là bằng chứng cho thấy ông cũng thuộc về số người nghệ sĩ này. Nhiều bứ thảo như vậy hiện nay đang nằm trong Christ Church tại Oxford, một bức phác thảo vẽ một nữ phù thủy có sừng hay nữ quỷ đang xua chó tấn công Milano. Bức phác thảo này gần như chắc chắn ám chỉ việc người của nữ công tước Bona ám sát Ludovico không thành vào năm 1484.
Dịch hạch tại Milano trong thời gian 1484-1485 là dịp cho Leonardo trình nhiều dự án của ông lên Ludovico nhằm chia lại thành phố và tái xây dựng theo các nguyên tắc vệ sinh tốt hơn. Thời gian 1485-1486 dường như cũng là thời gian khởi đầu cho kế hoạch làm đẹp và củng cố pháo đài của ông, mặc dầu không được toại nguyện. Sau đó là các kế hoạch và mô hình của ông trong dịp thi đua được công bố giữa các kiến trúc sư người Ý và người Đức để hoàn thành nhà thờ lớn của Milano. Văn kiện trả tiền cho ông vẫn còn tồn tại nằm trong khoảng thời gian từ tháng 8 năm 1487 đến tháng 5 năm 1490. Cuối cùng thì không một dự án nào được tiến hành.
Bức tượng kỵ sĩ cao 7 mét, nhiệm vụ chính của Leonardo khi đến Milano được hoàn thành vào cuối năm 1493, vào lúc người do hoàng đế Maximilian I cử đến hộ tống cô dâu Bianca Maria Sforza về làm lễ cưới. Theo tường thuật thời bấy giờ thì đây là một công trình vĩ đại, nhưng các tường thuật này lại thiếu chính xác đến mức không thể kết luận được là tượng đài này phù hợp với phác thảo nào trong số nhiều bản vẽ phác thảo còn tồn tại cho đến ngày nay.
Trong khoảng thời gian từ 1495 đến 1497 Leonardo vẽ một trong những bức tranh nổi tiếng nhất của ông, bức bích họa Bữa ăn tối cuối cùng trong nhà thờ Santa Maria delle Grazie, theo yêu cầu của Ludovico Sforza. Năm 1980 nhà thờ cùng với bức tranh đã được UNESCO công nhận là di sản văn hóa thế giới. Vua Louis XII của Pháp, sau khi chiếm được Milano, đã đích thân đến tận nhà thờ để chiêm ngưỡng bức tranh và đã hỏi là có thể tháo gỡ ra khỏi tường nhằm mang về Pháp. Hai tháng sau khi vua Louis XII chiếm Milano, trong tháng 12 năm 1499, Leonardo cùng người bạn là Luca Pacioli rời thành phố Milano.

### Florence

Mona Lisa

Leonardo và Luca Pacioli dừng chân tại Mantua, nơi Leonardo được nữ công tước Isabella Gonzage tiếp đón nồng hậu. Khi nghe tin Ludovico kết cuộc đã bị lật đổ, hai người bạn từ bỏ kế hoạch trở về Milano và tiếp tục đi đến Firenze, thành phố đang bị sức ép từ nhiều vấn đề nội bộ và từ cuộc chiến tranh chống lại Pisa không có kết quả. Tại đây Leonardo nhận vẽ một bức tranh thờ cho nhà thờ Annunziata. Filippino Lippi, người thật ra đã nhận lời yêu cầu vẽ, đã nhường lại cho Leonardo. Mãi đến tháng 4 năm 1501 Leonardo mới hoàn thành bản phác thảo trên giấy. Mặc dù nhận được nhiều lời khen ngợi cho bản vẽ trên giấy, Leonardo đã không hoàn thành bức tranh này và các tu sĩ Annunziata cuối cùng lại phải chuyển lời yêu cầu đến Filippino Lippi.
Trong mùa xuân năm 1502 ông bất ngờ về làm việc cho công tước Cesare Borgia. Trong khoảng thời gian từ tháng 5 năm 1502 cho đến tháng 3 năm 1503 Leonardo, với tư cách là kĩ sư quân sự có quyền cao nhất, đã đi du hành qua một phần lớn miền trung nước Ý. Hai tháng sau khi Vito Luzza, một người dưới quyền của Cesare và là bạn của Leonardo, bị Cesare giết chết, Leonardo trở về Firenze. Ông đã để lại rất nhiều ghi chú và bản vẽ có ghi ngày tháng cũng như 6 tấm bản đồ lớn do ông tự vẽ bao gồm các vùng đất Maremma, Toscana và Umbria.
Trở về Firenze, ông được ủy nhiệm vẽ một bức bích họa trang trí cho một trong những bức tường của đại sảnh nhà hội đồng thành phố. Michelangelo được trao nhiệm vụ vẽ một bức bích họa khác cũng trong cùng căn phòng. Ông hoàn thành phác thảo trên giấy trong vòng 2 năm (1504-1505) nhưng do có nhiều khó khăn về kĩ thuật trong lúc vẽ trên tường nên bức bích họa không được hoàn thành.
Trong thời gian này (1503-1506), theo một số nguồn khác là 1510-1515, Leonardo hoàn thành bức họa Mona Lisa (hay còn gọi là La Gioconda) mà theo Vasari thì đây là bức chân dung của Lisa del Giocondo, vợ của một người buôn bán tơ lụa tại Firenze. Lúc đương thời Leonardo đã không thể rời bức tranh, ông mang bức họa này đi theo trên khắp các chặng đường đời sau đó. Sau khi Leonardo qua đời, vua François I của Pháp đã mua bức tranh này với giá là 4.000 đồng Florin vàng. Người ta nói là cho đến ngày nay chưa có ai có thể sao chép lại được nụ cười trong bức tranh này.

### Milano
Trong mùa xuân 1506, Leonardo chấp nhận lời mời khẩn thiết của Charles d'Amboise, thống đốc vùng Lombardia của vua Pháp, trở về lại Milano. Vua Pháp Louis XII gửi tin yêu cầu Leonardo hãy đợi ông đến Milano vì ông đã xem được một bức tranh Đức Mẹ nhỏ của Leonardo ở Pháp và hy vọng sẽ nhận được từ Leonardo các tác phẩm như vậy và ngoài ra có thể là một bức chân dung.

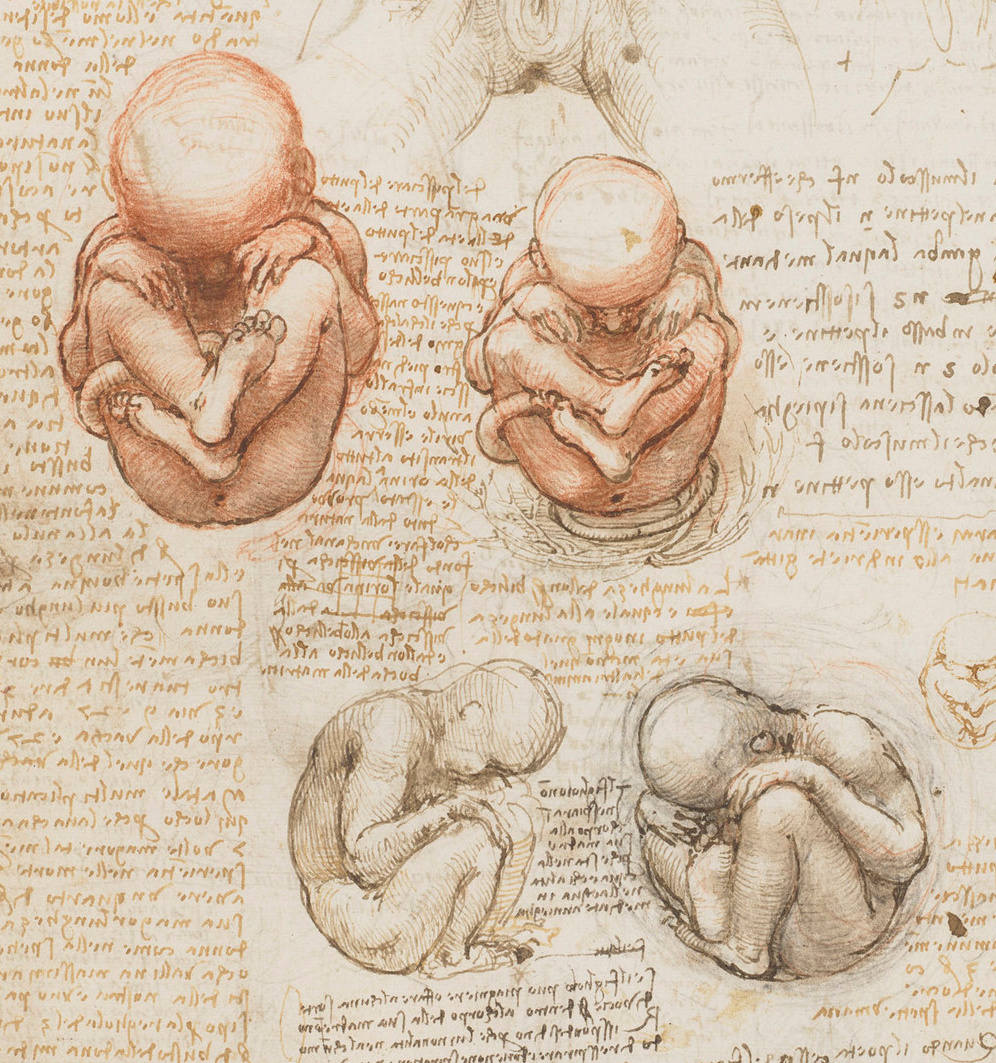
Hình vẽ của Leonardo: Một bào thai trong tử cung, khoảng 1510-1512

Tháng 9 cùng năm ông phải trở về Firenze vì việc riêng tư không vui. Cha Leonardo qua đời vào năm 1504 dường như không để lại di chúc. Sau đó Leonardo đã có tranh tụng với 7 người em trai cùng cha khác mẹ về việc thừa kế gia tài của cha ông và sau đó là của một người chú bác. Việc kiện tụng kéo dài nhiều năm và bắt buộc Leonardo phải nhiều lần tạm ngưng công việc ở Milano để về Firenze, mặc dù đã có nhiều thư của Charles d'Ambois, vua Louis XII, của những người thân quen và đỡ đầu có thế lực khác để thúc đẩy sớm kết thúc việc kiện tụng này. Trong một bức thư gửi Charles d'Amboise vào năm 1511, Leonardo đã nhắc đến việc kiện tụng sẽ sắp chấm dứt và viết về hai bức tranh Đức Mẹ mà ông sẽ mang về Milano. Người ta tin rằng một trong 2 bức tranh đó là bức Madonna Litta mà hiện nay một bản sao được trưng bày trong Viện bảo tàng Hermitage (Cung điện mùa Đông).
Vào tháng 5 năm 1507 vua Louis XII đến Milano và Leonardo chính thức chuyển sang phục vụ cho Louis XII với chức danh là họa sĩ triều đình và kĩ sư. Theo những ghi chép còn tồn tại, trong thời gian 7 năm Leonardo ở tại Milano (1506-1513) ông làm việc rất ít trong lãnh vực hội họa và kiến trúc. Ông đã cùng nghiên cứu về giải phẫu học với giáo sư Marcantonio della Torre. Bức chân dung tự họa bằng phấn đỏ hiện đang ở trong Biblioteca Reale tại Torino có thể được vẽ vào khoảng thời gian này khi ông gần 60 tuổi.

### Florence
Tháng 6 năm 1512 triều đại Sforza trở lại nắm quyền lực ở Milano với công tước đầu tiên - Maximilian Sforza (1512-1515). Chỉ trong vòng vài tháng sau đó Leonardo và các học trò của ông rời Milano đi đến Florence phục vụ cho gia đình Medici. Nhờ ảnh hưởng của Giuliano de Medici (1453-1478), một người bạn của Leonardo và là người em trai trẻ tuổi nhất của giáo hoàng, Leonardo được cư ngụ trong kinh đô của Lãnh địa Giáo hoàng và có một xưởng vẽ riêng. Theo các nguồn tài liệu đáng tin cậy còn tồn tại trong thời gian này Leonardo chỉ vẽ hai bức tranh panel nhỏ cho một viên chức trong tòa thánh. Qua nhiều công trình nghiên cứu về giải phẫu học Leonardo đã khám phá ra chứng xơ cứng động mạch ở người già. Thế nhưng các ghi chép của ông về đề tài này chưa từng được công bố và đã mất tích hằng trăm năm trước khi tái xuất hiện. Sau khi ở tại Roma gần 2 năm Leonardo chấp nhận lời mời của vua François I của Pháp đi đến nước Pháp.
Tại Pháp trong thời gian hơn 2 năm còn lại của cuộc đời, Leonardo sống trong lâu đài Clos Lucé gần Amboise. Ông đã vẽ nhiều bức tranh như Leda và thiên nga (hiện chỉ còn lại bản sao), phiên bản thứ hai của bức tranh Đức mẹ đồng trinh trong hang đá. Leonardo mất vào ngày 2 tháng 5 năm 1519.
Trong suốt cuộc đời của Leonardo, tài năng sáng tạo đặc biệt của ông và cũng như tất cả các khía cạnh khác của cuộc sống của ông, luôn thu hút sự tò mò của người khác . Một trong những khía cạnh của ông là tôn trọng cuộc sống, thể hiện bằng việc ăn chay trường trên cơ sở đạo đức Kitô giáo và thói quen của ông, theo Vasari, mua lồng chim và thả chúng tự do 
Leonardo đã có nhiều bạn bè là người nổi tiếng trong các lĩnh vực của họ hoặc có ý nghĩa lịch sử, bao gồm các nhà toán học Luca Pacioli, mà ông đã cộng tác trong một cuốn sách trong thời 1490, cũng như Franchinus Gaffurius và Isabella d'Este. Leonardo không có quan hệ gần gũi với phụ nữ, ngoại trừ tình bạn của ông với hai chị em nhà Este, Beatrice và Isabella . Ông đã vẽ một bức chân dung của cô trên cuộc hành trình xuyên qua Mantua, bây giờ bức tranh này bị thất lạc.
Ngoài tình bạn, Leonardo giữ bí mật cuộc sống riêng tư của mình. Cuộc sống tình dục của ông đã là chủ đề bị phân tích, châm biếm, và đầu cơ. Xu hướng này bắt đầu vào giữa thế kỷ 16 và đã được hồi sinh trong thế kỷ 19 và 20, đáng chú ý nhất qua Sigmund Freud . Mối quan hệ thân mật nhất của ông có lẽ với các học trò của mình Salai và Melzi. Melzi, khi viết thư để thông báo cho anh em của Leonardo về cái chết của ông, đã mô tả cảm xúc của Leonardo cho học sinh của mình là cả hai yêu thương và đam mê. Nó đã được khẳng định từ thế kỷ 16 rằng các mối quan hệ này có thể bị nghi vấn là có tính chất tình dục hoặc khiêu dâm. Hồ sơ của tòa án năm 1476, khi ông được 24 tuổi, cho thấy Leonardo và ba người đàn ông trẻ khác bị buộc tội trong một sự cố liên quan đến một mại dâm nam nổi tiếng, nhưng nghi vấn buộc tội đã bị bác bỏ vì thiếu bằng chứng . Kể từ đó ngày càng có nhiều nghi vấn và giả thuyết về vấn đề đồng tính luyến ái giả định và vai trò của nó trong nghệ thuật của ông, đặc biệt là trong một số bản vẽ khiêu dâm, dù những nghi vấn này không có bằng chứng xác thực.

## Một số tác phẩm
- Người Vitruvius (1490)
- Báo tin mừng (1475 - 1480)
- Thánh mẫu Benois (1478 - 1480)
- Đức mẹ đồng trinh trong hang đá (1483 - 1486)
- Người đàn bà và con chồn (1488 - 1490)
- Chân dung một nhạc sĩ (khoảng 1490)
- Madonna Litta (1490 - 1491)
- Bữa ăn tối cuối cùng (1498)
- Mona Lisa (1503 - 1505/1507)
- Leda và thiên nga (1508)
- St. John the Baptist (khoảng 1514)
- Salvator Mundi (không chắc chắn) (khoảng năm 1500)
- Ginevra de' Benci (1474-1478)
- La belle ferronnière
- Các bức tranh chưa hoàn thành: Sự sùng kính của các hiền sĩ, Thánh Jerome ở chốn hoang vu, Trận chiến Anghiari.

## Một số điều thú vị về đại danh họa
Leonardo là người thuận cả hai tay trái và phải, trong cuốn sổ tay của mình ông luôn viết ngược, nghĩa là sử dụng tay trái viết từ phải qua trái, người ta muốn đọc thì phải sử dụng gương để phản chiếu lại theo chiều thuận, ông làm vậy có thể là do ông không muốn người khác đọc được những gì trong sổ tay.
Lá thư ông gửi cho quan nhiếp chính Ludovico Sforza thành Milan là một lá thư xin việc đáng chú ý nhất mọi thời đại, trong mười đoạn đầu tiên của lá thư ông giới thiệu kiến thức về cơ khí của mình, trong đó có khả năng thiết kế cầu, đường vận tải thủy, đại bác, các loại xe bọc thép, và cả những tòa nhà lớn, đến cuối cùng: đoạn thứ mười một: ông mới bổ sung thêm rằng mình cũng là một nghệ sĩ, nhưng theo Vasari sự nhã nhặn và đầy lôi cuốn cùng với tài năng của một nhạc sĩ và người tổ chức tiệc tùng mới là yếu tố giúp ông được nhận.
Trong cuộc đời hiếm người công nhận tài năng của đại danh họa như đã nói ở trên đến cuối đời khi về dưới trướng của François I của Pháp, ông mới được nhà vua của Pháp công nhận tài năng của mình và dành hàng giờ để tranh luận cùng đại danh họa.
Trong các cuốn sổ tay của ông có ghi lại các hình ảnh về giải phẫu, kiến trúc, các ý tưởng về thiết bị bay thử nghiệm, mô tả hoạt động bay của chim, nghiên cứu các hệ thống cấp nước, thiết kế tượng đài, thủy lực học, các phác họa cho bức Bữa tối cuối cùng, các nghiên cứu hình học cho bài toán cầu phương hình tròn, thiết kế nhà thờ hình bát giác và các đoạn viết tay theo kiểu chữ gương.